# Krzeszyce

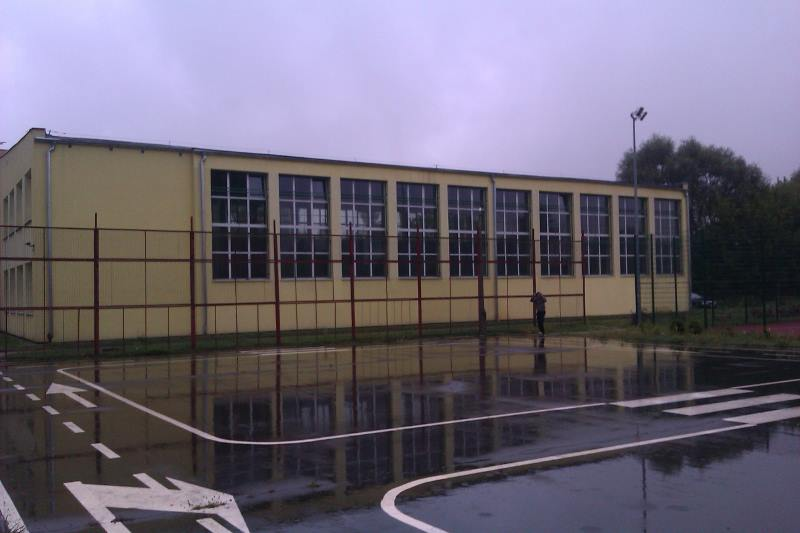
Sporthalle des Dorfs

Krzeszyce (deutsch Kriescht) ist ein Dorf im Powiat Sulęciński der polnischen Woiwodschaft Lebus. Es ist Sitz der gleichnamigen Landgemeinde mit 4711 Einwohnern (Stand 31. Dezember 2020).

## Geographische Lage
Die Ortschaft liegt in der Neumark, etwa 25 Kilometer östlich von Küstrin.

## Geschichte
Der Name Kriescht wird auf einen Ritter namens Crezislaus zurückgeführt, der im 12. Jahrhundert hier lebte. Um das Jahr 1354 gehörte Krissewis den Herren Uchtenhagen zu Sonnenburg. Im Jahr 1410 überließ Markgraf Jobst das Dorf Kresuz dem Bistum Lebus. 1427 wechselte das Dorf Krisitz mit Sonnenburg an den Johanniterorden.
Nahe Kriescht wurde 1772 der Heinrichskanal eröffnet. Er sollte zur Beschleunigung des Wasserabflusses der Warthe bei Hochwasser dienen. 1836/1840 wurde der Wissmann-Kanal mit dem gleichen Ziel erbaut. Die Reichsstraße 114 von Küstrin nach Schwerin (Warthe) und weiter nach Posen wurde 1829/1834 erneuert.
Kriescht gehörte um 1945 zum Landkreis Oststernberg im Regierungsbezirk Frankfurt der preußischen Provinz Brandenburg.
Nach dem Ende des Zweiten Weltkrieges wurde Kriescht im Sommer 1945 unter polnische Verwaltung gestellt. Es siedelten sich polnische Migranten an, die zum Teil aus von Polen nach dem Ersten Weltkrieg eroberten Gebieten östlich der Curzon-Linie kamen. Die deutsche Ortschaft wurde in Krzeszyce umbenannt und die einheimische Bevölkerung von der örtlichen polnischen Verwaltungsbehörde vertrieben.

## Gemeinde
Zur Landgemeinde (gmina wiejska) Krzeszyce gehören das Dorf selbst und 13 weitere Dörfer mit Schulzenämtern.

### Partnerschaft
Mit der brandenburgischen Stadt Altlandsberg besteht seit 2002 eine Gemeindepartnerschaft.

## Persönlichkeiten
- Julius Isson (1819–1882), eigentlich Juda Itzig, praktischer Arzt seit 1863
- Friedrich August Eduard Handtmann (1842–1912), deutscher Theologe und Sagensammler; war Hilfsprediger im Ort
- Margarete Schulz (1916–2003), deutsche Schneiderin und Politikerin (SED), Abgeordnete der Volkskammer der DDR